# Bingen, Baden-Württemberg
Bingen (phát âm tiếng Đức: [ˈbɪŋən] ⓘ) là một thị xã nằm ở huyện Sigmaringen, thuộc bang Baden-Württemberg, Đức.